# جوائز الروح المستقلة
جوائز الروح المستقلة (بالإنجليزية: Independent Spirit Awards)‏ تقدم الجائزة للأفلام المستقلة التي تقل ميزانيتها عن 20 مليون دولار.

تأسست في 1984، بمناسبة اكتشاف المواهب الجديدة في عالم صناعة السنيما الأمريكية متواضعة الميزانية، كانت في السنوات الأولى لانطلاق الحفل، تكرّم بالحصول على جائزة رمزية، هي عبارة عن رباط حذاء، للدلالة على نجاح المستقلين في تحقيق ابداع فني بميزانية البسيطة.

## الفئات
1. جائزة الروح المستقلة لأفضل فيلم
2. جائزة الروح المستقلة - جائزة روبرت التمان
3. جائزة الروح المستقلة عن أفضل ممثل رئيسي
4. جائزة الروح المستقلة لأفضل أول سيناريو
5. جائزة الروح المستقلة لأفضل تصوير سينمائي
6. جائزة الروح المستقلة لأفضل سيناريو
7. جائزة الروح المستقلة لأفضل فيلم أجنبي
8. جائزة الروح المستقلة لأفضل مخرج
9. جائزة الروح المستقلة لأفضل ممثل مساعد
10. جائزة الروح المستقلة لأفضل ممثلة مساعدة
11. جائزة الروح المستقلة لافضل فيلم وثائقي
12. جائزة الروح المستقلة لأفضل ممثلة رئيسية

## وصلات خارجية
- الموقع الرسمي
- Film Independent
- قناة Film Independent  على يوتيوب
- جوائز الروح المستقلة على موقع IMDb (الإنجليزية)